# Lenguas australes
Las lenguas australes son las lenguas habladas en las Islas Australes, al sur de la Polinesia Francesa, con la excepción del rapa. Cuentan con aproximadamente 7200 hablantes y corren riesgo de extinción debido a la influencia del tahitiano y el francés. 
A veces se considera que las lenguas australes conforman una única lengua, llamada australés, dividida en varios dialectos: Raivavae, Rimatara, Rurutu, Tubuai. No obstante, éstas son en ocasiones consideradas lenguas independientes, con lo que se habla de las lenguas australes.

## Clasificación
En el seno de las lenguas polinesias, las lenguas australes se incluyen en el grupo de las Lenguas tahíticas. El idioma rapa, también hablado en las Australes, forma una rama independiente.

## Nombre
En Tahitiano, al archipiélago de las australes se lo conoce como Tuha’a pae. Este término no se basa en la toponimia tradicional, sino que es un término religioso de origen protestante (que significa "quinta parroquia eclesiástica").  
El término tahitiano reo Tuha’a pae, literalmente « lengua(s) de las Australes » no designa a las lenguas de este archipiélago, sino al idioma australés de manera oficial. Tradicionalmente se ha distinguido cada una de las variantes (lengua o dialecto) por el nombre de la isla donde se habla: reo ra'ivavae, reo rimatara, reo rurutu, reo tupua'i; y reo rapa, que debe clasificarse aparte. Cada isla ha desarrollado particularidades culturales y algunas las distinguen de forma suficiente para ser consideradas lenguas distintas.